# Waddan
Waddan (arabisch ودان, DMG Waddān) ist eine Oasenstadt der Sahara im libyschen Munizip al-Dschufra.
Waddan befindet sich 280 km südlich von Sirte und 20 km nordöstlich von Hun. Es liegt an der Kreuzung der Fessan-Straße Abu Qurayn an der Küste (vgl. Via Balbia) nach Sabha und der Straße von Sirte nach Waddan.